# Symphonistis
Symphonistis is een geslacht van vlinders van de familie snuitmotten (Pyralidae), uit de onderfamilie Phycitinae.

## Soorten
- S. bradleyella Roesler, 1978
- S. monospila (Lower, 1902)